# Stazione di Pramaggiore-Blessaglia
La stazione di Pramaggiore-Blessaglia è una stazione posta sulla linea Treviso-Portogruaro.

## Storia
Dopo la riapertura della linea, il servizio viaggiatori non è stato riattivato.

## Movimento
Effettua solamente incroci e precedenze per il traffico merci.

## Interscambi
Autoservizi La Marca.